# 阿纳姆中央车站
阿纳姆中央车站（荷蘭語：Station Arnhem Centraal）是荷蘭海爾德蘭省首府阿納姆的主要鐵路車站，啟用於1845年5月14日。現在的車站建築是第四代站房，由荷蘭建築師本·范·伯克爾設計，於2015年11月19日完工。阿纳姆中央车站是荷蘭東部的重要交通樞紐，目前每天平均約有40,000名乘客使用該站，這使其成為荷蘭第9繁忙的車站。

## 聯外交通
荷蘭皇家航空公司為荷航客運提供連結該站到史基浦機場的巴士。

## 画廊
- 第二代站房（1920年代）
- 第三代站房，攝於2005年
- 車站大廳
- 車站外觀